# 南方週末社説差し替え事件
『南方週末』社説差し替え事件（なんぽうしゅうまつしゃせつさしかえじけん）は、中華人民共和国の有力紙、『南方週末（南方周末）』が中国共産党幹部より2013年新年号の社説の差し替えを命じられたことに起因する一連の出来事の総称である。『南方週末』が行ったのはあくまでも検閲済みの記事を差し替えられたことに対する抗議であるが、中国国内では出版への検閲そのものに対する批判が大きく広がり、就任間もない習近平総書記に試練が突きつけられたとも表現された。

## 背景
中国では憲法により言論の自由が保証されてはいるが、実際には報道機関は共産党の宣伝機関と位置づけられており、政府当局による厳しい監督下にある。
そうした環境の中、南方報業伝媒集団が発行する新聞『南方週末』は、官僚の汚職や社会の不正などについての独自取材を行うなど、真相に迫る報道を行うことで都市部の若年層を中心に人気があり、中国国内で最も影響力のある新聞の一つとされている。発行元を同じくする『南方都市報』とともにギリギリの表現で体制批判を行なっており、1989年の六四天安門事件や2010年の劉暁波のノーベル平和賞受賞、2011年の鉄道衝突脱線事故なども取り上げるなど、リベラルな思想で知られてきた。

## 事件の推移

### 当局による記事差し替え要求
『南方週末』の編集部は2013年1月3日付の新年号に掲載する「中国の夢、憲政の夢」というタイトルの社説を出稿。政治の民主化や言論の自由など、人々の権利向上を求める原稿には表題の憲政のほか、民主、自由、平等といった表現が使われ、また反日デモ参加者に対し理性的な行動を求める文章なども盛り込まれていた。当局による記事の検閲も終え、1月1日未明に編集部5人のデスク全員が署名し編集作業は終了、あとは新聞の印刷を行うのみとなっていた。
しかし印刷直前の2013年1月1日夕方、中国共産党広東省委員会宣伝部が編集部の中でも体制寄りの黄灿編集長、伍小峰常務副編集長を呼び出し、共産党を賛美する内容の「我々はいつの時代よりも、民族復興の偉大な夢に最も近づいている」とする原稿に差し替えるよう要求し、編集者や記者が休暇をとっている1月2日に紙面変更を実施。新聞は宣伝部の要求どおりに発行された。ただしこの際、差し替え記事の文中にある明らかな間違いもそのまま修正されずに掲載されたことが明らかとなっている。

### 記者と共産党の対立
1月4日、編集部は検閲を通過していたにもかかわらず記事の差し替えを要求されたことを不当として、元記者や編集者など約50人が連名で事件の徹底的な調査と、共産党規約に基づき宣伝部のトップである庹震部長の謝罪と辞任を要求する声明を中国版ツイッター新浪微博にて発表。本来掲載されるはずだった文章もネット上で公開し、重大な出版上の事故であると非難した。しかしその後、編集者らの微博は閲覧が不可能になった。翌1月5日には、宣伝部によって記事の書き換えや掲載を認められなかった記事は2012年だけで1,034本あったとする抗議声明をインターネット上に発表するなど、これまでの党による検閲の実態を訴えた。
1月6日、『南方週末』の記者が微博のアカウントのパスワードを上層部に押さえられたことを微博で暴露。直後、『南方週末』の公式アカウントには「読者に告ぐ」と題した文章が掲載され、新年号の社説には一部に誤りがあったと謝罪する一方で、社説は責任者が書いたものであり、ネット上で流れている当局による差し替えの噂は事実ではないとした。これにより編集部上層部の共産党支持が明らかとなり、記者との対立が激化した。この発表に『南方週末』の記者など約100人が共同声明を発表し、抗議の意志を表明。宣伝部の圧力がかかった偽の声明であると反発し、一部の記者がストライキに突入した。
編集部が抗議声明を発表した1月4日には中国共産党の全国宣伝部長会議が開かれ、報道機関に対し党と政府の主張を広めるよう要求。『人民日報』の国際版『環球時報』は、中国の報道機関には言論統制が必要であり、西側諸国のそれとは違うと主張した。また6日の編集部上層部による「介入否定」の発表を利用し、『環球時報』は政府に対して公開の場で対抗する選択肢は西側諸国ですらありえないと翌7日付の社説で主張。そのような試みを行えば必ず敗者となるとするなど、強硬姿勢を明確にした。なお、7日には党中央宣伝部が国内の報道機関に対して、この社説を転載するよう指示し、8日には各紙は転載を開始。これに対し、北京の有力紙『新京報』の社長が抗議のため辞任を表明する事態に発展した。

### 検閲に対する批判の広がり
報道機関が当局に対し明確な抗議の意志を示したことは中国では異例のこととされ、また同時期、共産党の憲法や政治体制の改革に言及を行った政治改革志向の雑誌『炎黄春秋』のウェブサイトも閲覧が不可能になるといった事件も重なった。
共産党幹部と編集部の対立はインターネット上で「南方週末事件」と称され、共産党の検閲に対する非難の書き込みが行われた。このほか国内の著名人からも抗議活動を支持する声が広がり、多数の有名な学者らが署名した庹の辞任と出版の自由拡大を求める書簡が公開されたほか、作家の韓寒や女優の姚晨、俳優の陳坤も『南方週末』を支持する姿勢を見せた。
またジャーナリストや弁護士らが抗議デモを呼び掛ける事態となり、大学教授や作家らが呼びかけた庹宣伝部長の解任を求める署名はインターネット上で1月7日までに3,000人を集めた。
また1月7日には広東省にある南方報業伝媒集団の社屋や北京市の支社に支持者が集まって報道の自由を求めるデモが行われた。デモは警察の許可を得て行われ、広東省には300人の市民が集まり、出版の自由が失われたことの象徴とみなされている菊の花を手にとった若者たちが集まったほか、有名な市民活動家胡佳も北京支局に駆けつけ、抗議が行われた。また浙江省杭州市でも民主活動家の毛慶祥と呂耿松が『南方週末』に声援を送るとした横断幕を掲げ、翌8日に国家政権転覆扇動の容疑で公安当局に身柄を拘束された。
デモが行われた1月7日には記者が新聞職業倫理委員会の名義を用いて徹底調査を改めて求めたほか、国際ジャーナリスト連盟が習近平総書記に調査を求める声明を発表。また香港記者協会も広東省に調査を要求した。7日はアメリカ国務省のビクトリア・ヌーランド報道官が中国政府による検閲を批判するに至り、翌8日には中国の洪磊外交部報道官が内政干渉であるとしてこれに反発する声明を発表した。
1月8日には新浪網、網易、騰訊といった中国の大手ポータルサイトにおいて、一見するとわからないが各行の冒頭を縦読みすることにより、『南方週末』への応援を意味する「南方周末加油」と読めるような構成になっていることが話題となった。
検閲に対する国内での批判の広がりに中国政府は情報統制で対応し、記者等による反論を次々に閲覧不可能にしたほか、『南方週末』を支持する報道記事も次々に削除。また微博では「南方周末」「南方」「周末」という言葉で検索ができなくなり、文字通り「週末」という意味で使っている投稿すら検索できなくなるという事態となった。

### 事件の収束と再燃
事態を収束させるため、胡春華広東省党委員会書記が自ら調停に動く。ストライキを行なっている職員は全員が職場に復帰し、黄灿編集長が引責辞任すれば記者に対する処罰は行わないほか、近い将来に庹宣伝部長を更迭するという解決案を提示し、事実上の『南方週末』に対する歩み寄りを行った。1月8日、『南方週末』と宣伝部の協議が胡春華も間に入って行われ、記者陣は職場復帰に同意し、ストライキは終息。1月10日号は予定通り発行されることとなった。また宣伝部は記事の事前審査を行わないこととなった。9日付の『環球時報』は社説で態度を軟化し、社会や報道の改革は継続すべきであるとした。
しかし2月8日、南方報業伝媒集団の社長にこれまでのような生え抜きではなく、中国共産党委員会宣伝部副部長の楊健が就任することが明らかとなる。2月21日には辞任で合意したはずの黄灿編集長が留任する上、異動する副編集長の業務を兼任することが判明し、自主規制が進むとの憶測が流れた。3月に行われた全国人民代表大会の広東省分科会では胡春華が社説差し替え事件に触れなかったため、胡の言論統制に対する考えを聞きたかった記者を落胆させた。また当局による言論介入に批判的な文章をインターネット上で公表していた記事審査担当の曽礼が突如として3月末の解雇を通告された。

## 事件の評価
報道の自由をめぐる政府当局と市民の間で勃発した対立は、改革推進を掲げる習近平共産党総書記にとって試金石となる可能性があるとされた。また習が報道機関に対し表現の自由をどの程度まで認めるのかを測る出来事であるとも指摘された。結果として共産党は問題の広がりを押さえるため強行措置は取らず、『南方週末』に譲歩した。
一方、『南方週末』は規制の枠組みの中でどこまで自由を確保できるかという点が注目された。結果として庹宣伝部長の辞任の確約を得たほか、記事の事前審査も廃止させるなどの成果を勝ち取った。しかし、合意内容が着実に履行されるかは不明な点も多い（事実、先述のとおり翌月には編集長の辞任が反故にされている）。とはいえ『南方週末』もこれ以上の抗議継続は得策ではないと判断し、痛み分けの妥協を行ったとの見方もなされた。

## 事件の余波
この事件に関連して、著名な中国人作家でブロガーの李承鵬は、自らのブログなどで中国当局を批判し続けてきた。その後1月15日に、北京市内でサイン会を開いていたところ、サイン会に乱入してきた男に「売国奴」などと罵倒された上に顔面を殴られた。李は「今後も書き続ける」と、言論弾圧の暴力に対し屈せず戦う姿勢を示した。